# Intents festival

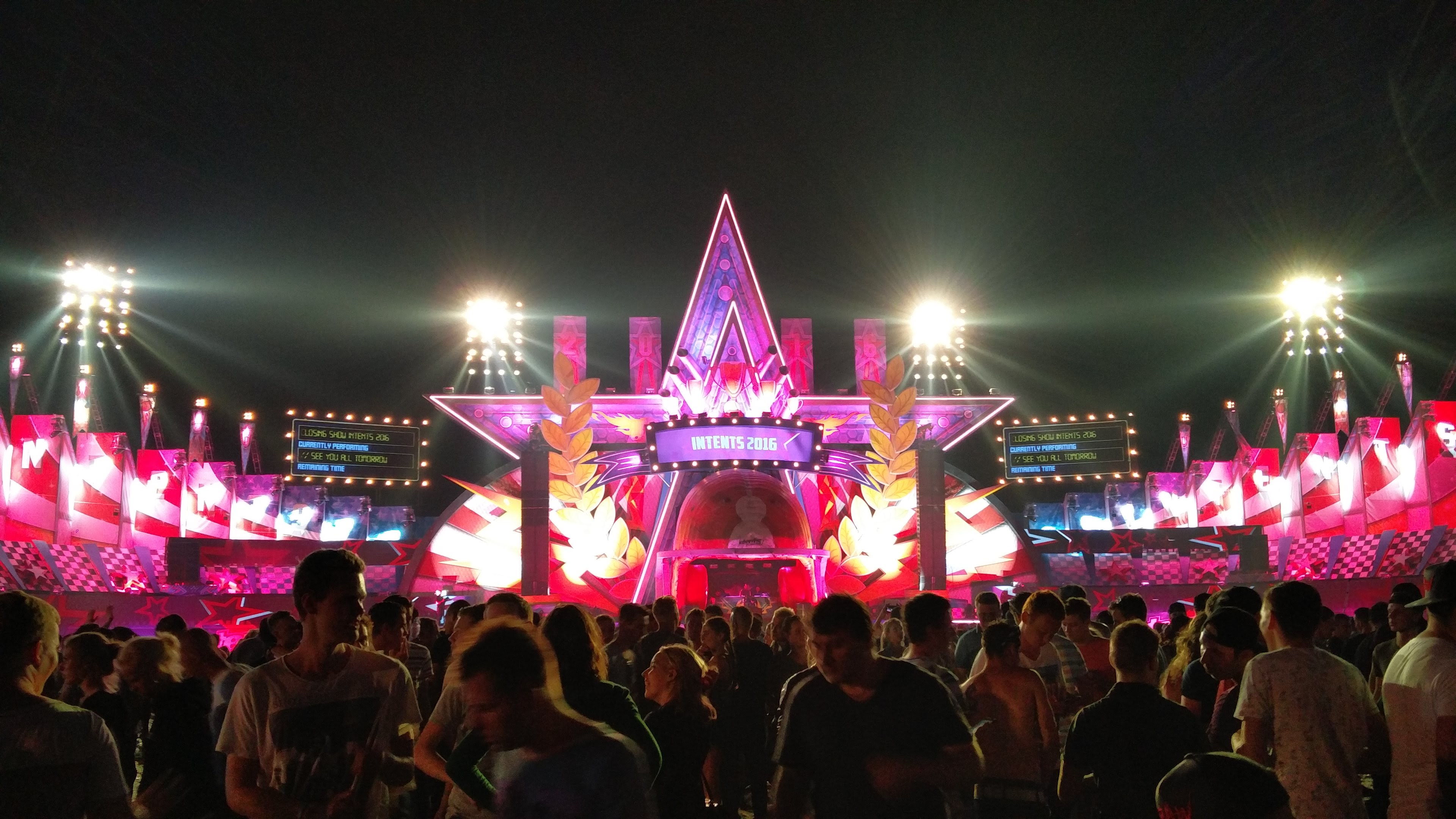
Intents Festival 2016

Intents festival är en årlig musikfestival i Oisterwijk, Nederländerna. Den första festivalen hölls 2009. På festival spelas mestadels hardstyle, samt närbesläktade genrer som hardcore techno, jumpstyle och hardtrance. Festivalen består av två hela festivaldagar. Festivalen har blivit utnämnd till den bästa festivalen i hela Benelux av Festival Chart. Förutom festivalområde så finns även ett campingområde där besökare kan hyra tält, husvagnar eller stugor. På campingen finns flera aktiviteter, såsom en bio, fotboll och bollhav.
Varje upplaga av festivalen har ett särskilt tema och en hymn, en officiell låt som spelas i samband med festivalen, i reklam och liknande.

## Festivalhistorik
| År    | Plats                          | Anthem                                          | Datum         | Tema                     |
| ----- | ------------------------------ | ----------------------------------------------- | ------------- | ------------------------ |
| 2009  | Sportpark d'n Donk, Oisterwijk | -                                               | 6-7 juni      | -                        |
| 2010  | Sportpark d'n Donk, Oisterwijk | -                                               | 5-6 juni      | The Ultimate Universe    |
| 2011  | Sportpark d'n Donk, Oisterwijk | The Magical mystery (D-Block & S-te-Fan)        | 4 juni        | The Magical Mystery      |
| 2012  | Sportpark d'n Donk, Oisterwijk | We Can Escape (Brennan Heart)                   | 2 juni        | Control Our Nature       |
| 2013  | Sportpark d'n Donk, Oisterwijk | Back To History (Wildstylez, Cimo Fränkel)      | 1-2 juni      | Music Is Timeless        |
| 2014  | Sportpark d'n Donk, Oisterwijk | The Hunt (Ran-D, E-Life)                        | 30 maj-1 juni | The Lost Treasure        |
| 2015  | Sportpark d'n Donk, Oisterwijk | The Funfair of Madness (Radical Redemption)     | 5-7 juni      | The Funfair Of Madness   |
| 2016  | Sportpark d'n Donk, Oisterwijk | It's All In The Game (Coone, Hard Driver)       | 3-5 juni      | It's All In The Game     |
| 2017  | Sportpark d'n Donk, Oisterwijk | Circus Of Insanity (Digital Punk, Adaro)        | 26-28 maj     | Circus Of Insanity       |
| 2018  | Sportpark d'n Donk, Oisterwijk | The Ultimate Celebration (D-Block & S-te-Fan)   | 1-3 juni      | The Ultimate Celebration |
| 2019  | Sportpark d'n Donk, Oisterwijk | Heroes of The Night (Sub Zero Project, D-Sturb) | 31 maj-2 juni | Calling All Superheroes  |
| 2020* | Sportpark d'n Donk, Oisterwijk | Step Into The Game (KELTEK, B-Front)            | 5 juni        | Step Into The Game       |
| 2021* | Sportpark d'n Donk, Oisterwijk | Step Into The Game (KELTEK, B-Front)            | 5 juni        | Step Into The Game       |
| 2022  | Sportpark d'n Donk, Oisterwijk | Intents HighScore (Da Tweekaz, Warface)         | 27-29 maj     | -                        |

* På grund av Coronavirusets utbrott 2020 så hölls både 2020 och 2021 som livestreams istället för festivaler.